# Hackney Diamonds Tour
Hackney Diamonds Tour bylo koncertní turné britské rockové skupiny The Rolling Stones, které propagovalo jejich poslední studiové album Hackney Diamonds. Jednalo se o vůbec první turné kapely propagující studiovou nahrávku od roku 2007, kdy objížděla svět s albem A Bigger Bang. Koncerty proběhly v 16 městech ve Spojených státech a Kanadě.

## Sestava
The Rolling Stones
- Mick Jagger – zpěv, kytara, harmonika, perkuse
- Keith Richards – kytara, zpěv
- Ronnie Wood – kytara

Ostatní hudebníci
- Steve Jordan – bicí
- Darryl Jones – baskytara
- Matt Clifford – klávesy, perkuse, lesní roh, voiceover

## Seznam koncertů
| Datum             | Město           | Stát            | Místo                      |
| Severní Amerika   | Severní Amerika | Severní Amerika | Severní Amerika            |
| ----------------- | --------------- | --------------- | -------------------------- |
| 28. dubna 2024    | Houston         | Spojené státy   | NRG Stadium                |
| 2. května 2024    | New Orleans     | Spojené státy   | Jazz Fest                  |
| 7. května 2024    | Glendale        | Spojené státy   | State Farm Stadium         |
| 11. května 2024   | Las Vegas       | Spojené státy   | Allegiant Stadium          |
| 15. května 2024   | Seattle         | Spojené státy   | Lumen Field                |
| 23. května 2024   | East Rutherford | Spojené státy   | Metlife Stadium            |
| 26. května 2024   | East Rutherford | Spojené státy   | Metlife Stadium            |
| 30. května 2024   | Foxbororough    | Spojené státy   | Gillette Stadium           |
| 3. června 2024    | Orlando         | Spojené státy   | Camping World Stadium      |
| 7. června 2024    | Atlanta         | Spojené státy   | Mercedes-Benz Stadium      |
| 11. června 2024   | Filadelfie      | Spojené státy   | Lincoln Financial Field    |
| 15. června 2024   | Cleveland       | Spojené státy   | Clevelnad Browns Stadium   |
| 20. června 2024   | Denver          | Spojené státy   | Empower Field at Mile High |
| 27. června 2024   | Chicago         | Spojené státy   | Soldier Field              |
| 30. června 2024   | Chicago         | Spojené státy   | Soldier Field              |
| 5. července 2024  | Vancouver       | Kanada          | BC Place                   |
| 10. července 2024 | Los Angeles     | Spojené státy   | SoFi Stadium               |
| 13. července 2024 | Los Angeles     | Spojené státy   | SoFi Stadium               |
| 17. července 2024 | Santa Clara     | Spojené státy   | Levi's Stadium             |
| 21. července 2024 | Ridgedale       | Spojené státy   | Thunder Ridge Nature Arena |